# Armes (Nièvre)
Armes és un municipi francès, situat al departament del Nièvre i a la regió de Borgonya - Franc Comtat. L'any 2007 tenia 288 habitants.

## Demografia

### Població
El 2007 la població de fet d'Armes era de 288 persones. Hi havia 124 famílies, de les quals 32 eren unipersonals (20 homes vivint sols i 12 dones vivint soles), 64 parelles sense fills i 28 parelles amb fills.
La població ha evolucionat segons el següent gràfic:
Habitants censats

### Habitatges
El 2007 hi havia 178 habitatges, 126 eren l'habitatge principal de la família, 47 eren segones residències i 5 estaven desocupats. 175 eren cases i 2 eren apartaments. Dels 126 habitatges principals, 108 estaven ocupats pels seus propietaris, 15 estaven llogats i ocupats pels llogaters i 3 estaven cedits a títol gratuït; 2 tenien una cambra, 10 en tenien dues, 25 en tenien tres, 35 en tenien quatre i 54 en tenien cinc o més. 78 habitatges disposaven pel capbaix d'una plaça de pàrquing. A 55 habitatges hi havia un automòbil i a 55 n'hi havia dos o més.

### Piràmide de població
La piràmide de població per edats i sexe el 2009 era:
| Homes | Edats   | Dones |
| ----- | ------- | ----- |
| 0     | 95 o +  | 0     |
| 0     | 90 a 94 | 0     |
| 0     | 85 a 89 | 8     |
| 4     | 80 a 84 | 0     |
| 4     | 75 a 79 | 8     |
| 12    | 70 a 74 | 4     |
| 12    | 65 a 69 | 16    |
| 8     | 60 a 64 | 12    |
| 4     | 55 a 59 | 4     |
| 0     | 50 a 54 | 16    |
| 24    | 45 a 49 | 16    |
| 8     | 40 a 44 | 4     |
| 8     | 35 a 39 | 12    |
| 8     | 30 a 34 | 16    |
| 8     | 25 a 29 | 4     |
| 0     | 20 a 24 | 0     |
| 4     | 15 a 19 | 8     |
| 4     | 10 a 14 | 20    |
| 4     | 5 a 9   | 16    |
| 4     | 0 a 4   | 0     |

## Economia
El 2007 la població en edat de treballar era de 176 persones, 119 eren actives i 57 eren inactives. De les 119 persones actives 101 estaven ocupades (56 homes i 45 dones) i 18 estaven aturades (11 homes i 7 dones). De les 57 persones inactives 24 estaven jubilades, 14 estaven estudiant i 19 estaven classificades com a «altres inactius».

### Ingressos
El 2009 a Armes hi havia 129 unitats fiscals que integraven 297 persones, la mediana anual d'ingressos fiscals per persona era de 17.883 €.

### Activitats econòmiques
Dels 7 establiments que hi havia el 2007, 1 era d'una empresa de construcció, 1 d'una empresa de comerç i reparació d'automòbils, 1 d'una empresa de transport, 1 d'una empresa financera, 2 d'empreses de serveis i 1 d'una empresa classificada com a «altres activitats de serveis».
Dels 2 establiments de servei als particulars que hi havia el 2009, 1 era un paleta i 1 perruqueria.
L'any 2000 a Armes hi havia 5 explotacions agrícoles.

## Poblacions més properes
El següent diagrama mostra les poblacions més properes.